# 巫孝霖
巫孝霖（1995年2月4日—），台灣男子羽球選手。

## 簡歷
2013年12月，巫孝霖出戰越南羽毛球大獎賽，並與林家佑打進男雙決賽；最終，他們以（21-18、18-21、18-21）不敵印尼選手，屈居亞軍。
此後再未獲任何獎項，經合作金庫銀行提供的球員福利，免試進入合作金庫銀行任職。

## 主要比賽成績
| 年份   | 賽事                     | 公開賽級別 | 項目     | 拍檔   | 成績   |
| ------ | ------------------------ | ---------- | -------- | ------ | ------ |
| 2011年 | 世界青年羽毛球錦標賽     | 其他       | 混合團體 | －     | 準決賽 |
| 2012年 | 亞洲青年羽毛球錦標賽     | 其他       | 男子雙打 | 王齊麟 | 亞軍   |
| 2013年 | 越南羽毛球大獎賽         | 大獎賽     | 男子雙打 | 林家佑 | 亞軍   |
| 2014年 | 馬來西亞羽毛球國際挑戰賽 | 國際挑戰賽 | 男子雙打 | 林家佑 | 冠軍   |
| 2015年 | 馬來西亞羽毛球國際挑戰賽 | 國際挑戰賽 | 男子雙打 | 林家佑 | 冠軍   |
| 2015年 | 美國羽毛球國際賽         | 國際挑戰賽 | 男子雙打 | 林家佑 | 冠軍   |

| 2007-2017年 | 首要超級賽 | 超級賽 | 黃金大獎賽 | 大獎賽 | 國際挑戰賽 | 國際系列賽 | 未來系列賽 | 其他 |

| 2018-2026年 | 總決賽 | 超級1000賽 | 超級750賽 | 超級500賽 | 超級300賽 | 超級100賽 | 國際挑戰賽 | 國際系列賽 | 未來系列賽 | 其他 |